# Nia Clouden
Nia Clouden (Owings Mills, 17 maggio 2000) è una cestista statunitense, professionista nella WNBA.

## Carriera
È stata selezionata dalle Connecticut Sun al primo giro del Draft WNBA 2022 (12ª scelta assoluta).